# Adlerholzbaum

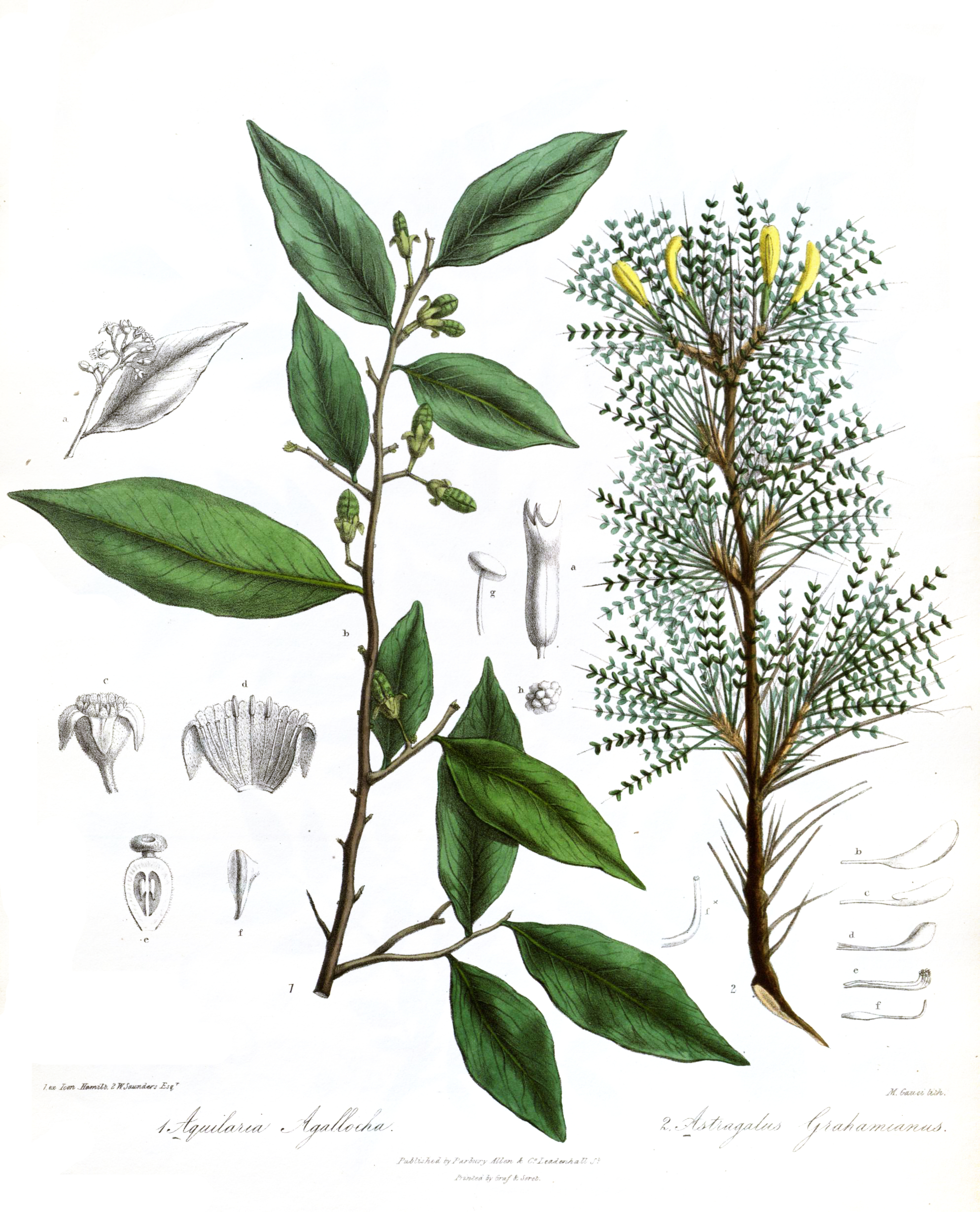
Illustration von Aquilaria malaccensis

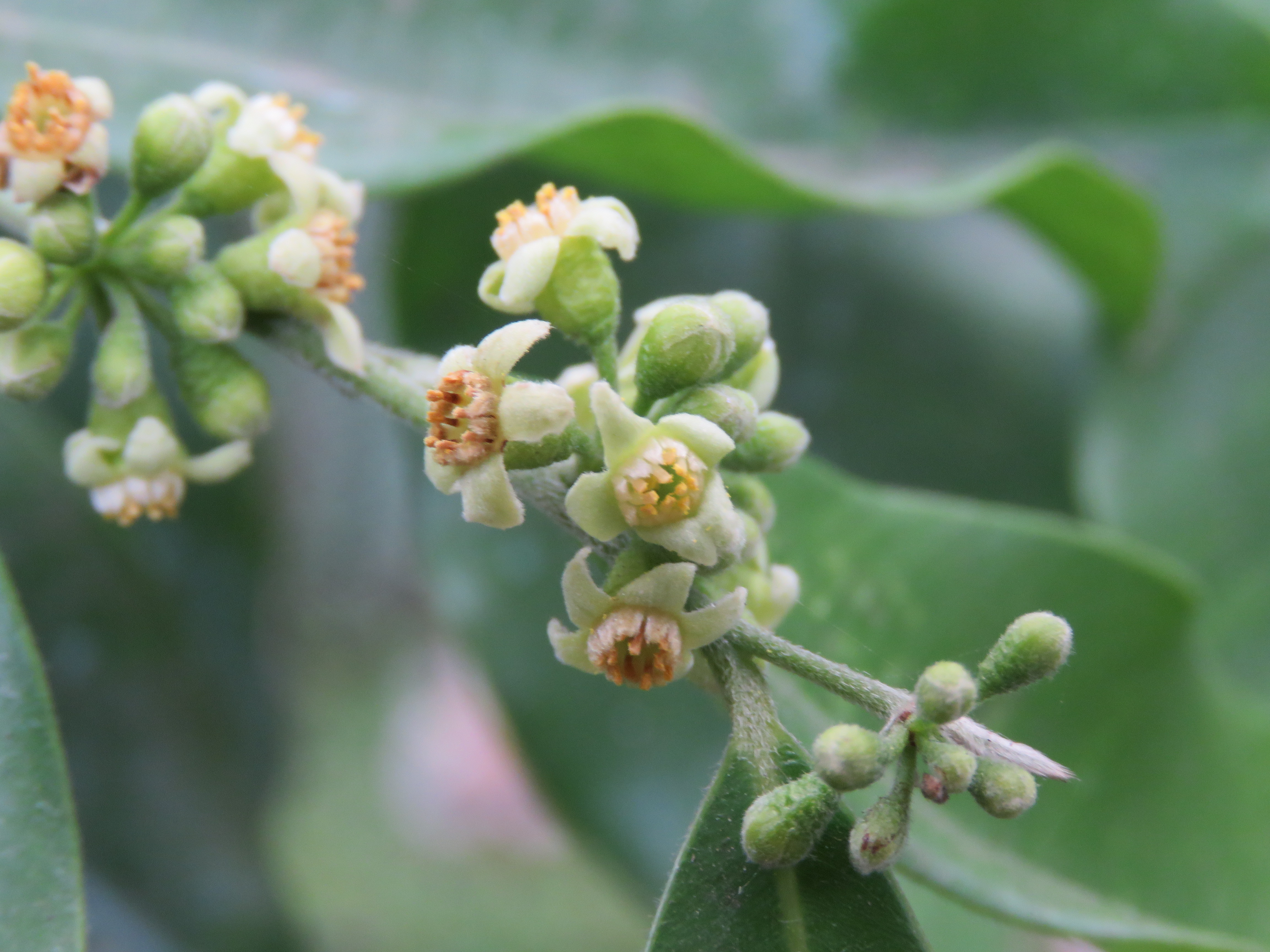
Blütenstände

Der Adlerholzbaum (Aquilaria malaccensis; Synonym unter anderen: Aloexylon agallochum Lour.), auch Agarbaum (englisch Agarwood und Aloeswood) genannt, liefert ein begehrtes Holz, das unter anderem als Adlerholz, Paradiesholz, Rosenholz, Aloeholz, Agallocheholz, Oud oder Calambac bezeichnet wird. Es handelt sich dabei um ein äußerst seltenes und kostbares Räucherholz, das in Südostasien und Nordost-Indien erhältlich ist.

## Verschiedene Arten
Auch die Hölzer einiger anderer südostasiatischer Arten aus der Familie der Thymelaeaceae, insbesondere der Gattungen Aquilaria und Gyrinops werden gleich genannt und genutzt, z. B. von Aquilaria crassna Pierre ex Lecomte (Thailand, Vietnam, Kambodscha),
Aquilaria banaensis  P.H. Hô (Vietnam), Aquilaria baillonii Pierre ex Lecomte (Kambodscha, Vietnam), Aquilaria rugosa L.C. Kiet & Keßler (Vietnam), Aquilaria microcarpa Baill. (Malaysia, Indonesien), Aquilaria sinensis Gilg. (Vietnam, Taiwan), Aquilaria beccariana Tiegh. (Indonesien, Malaysia), Aquilaria subintegra Ding Hou (Thailand), Gyrinops versteegii (Gilg.) Domke (Ost-Indonesien, Papua), Gyrinops ledermannii Domke (Ost-Indonesien, Papua) und Aquilaria filaria Oken (Ost-Indonesien, Papua). Daneben werden noch einige Ersatzstoffe aus Hölzern anderer Pflanzenfamilien auf dem Weltmarkt gehandelt, z. B. von der mexikanischen Art Elaphrium graveolens Knuth. Burseraceae, Balsambaumgewächse und insbesondere von Excoecaria agallocha Linn., einer südostasiatischen Mangrove aus der Familie der Wolfsmilchgewächse.
Auch das Holz von Gonystylus bancanus, Gonystylus macrophyllus und Aetoxylon sympetalum wird verwendet.

## Informationen zur Pflanzenart
Der Adlerholzbaum ist ein großer, immergrüner, eher langsam wachsender Laubbaum, der Wuchshöhen von bis zu 40 m und Stammdurchmesser von 1,5 bis 2,5 m erreicht. Es können manchmal hohe Brettwurzeln ausgebildet werden.
Die wechselständigen, einfachen, papierig-ledrigen Laubblätter sind kurz gestielt und eiförmig oder elliptisch bis lanzettlich, sie sind 5 bis 12 cm lang und 2 bis 5 cm breit und sie haben einen ganzen Rand. Die Blätter sind obseits glänzend und unterseits matter und hellgrün und beidseits kahl, die Spitze ist spitz bis zugespitzt.
In gestielten, end- oder achselständigen und auch in internodalen doldigen Blütenständen stehen die gelb-grünen, zwittrigen und fünfzähligen, duftenden und gestielten Blüten mit doppelter Blütenhülle zusammen. Der außen schwach behaarte, rippige Kelch ist becherförmig verwachsen mit fünf ausladenden bis zurückgelegten, innen haarigen Lappen, die zehn kleinen, teils haarigen, Petalen (petaloide Anhängsel) inwendig am oberen Rand des Bechers, sind aufrecht. Die zehn kurzen, teils ungleich langen Staubblätter am Rand des Kelchbechers stehen in zwei Kreisen. Der haarige, zweikammerige Fruchtknoten ist oberständig mit sitzender, fleischiger und kopfiger Narbe.
Die ersten Blüten und Früchte werden im Alter von sieben bis neun Jahren gebildet. Es werden grünliche und ledrig-holzige, 2,5 bis 3,5 cm lange, birnenförmige bis verkehrt-eiförmige und fachspaltige Kapselfrüchte mit beständigem Kelch gebildet. Sie enthalten einen oder zwei Samen. Die rot-braunen, etwa 10 Millimeter großen, dicht, pelzig behaarten, birnenförmigen und geschnäbelten Samen, haben ein schwänziges, etwas verbogenes, gestauchtes und spitzes, weiß-rötliches sowie feinhaariges, langes Anhängsel (Caruncula, Arillode). Zur Fruchtreife öffnet sich die Kapsel und der Samen hängt dann an einem langen, fädigen Funiculus herab.
Die Chromosomenzahl beträgt 2n = 16.
Alle Adlerholzarten tragen in ihrem Lignin die botanische Besonderheit, ein sogenanntes eingeschlossenes Phloem zu bilden. Dieses ist das primäre Gewebe, welches nach Verwundung oder Pathogenbefall ein aromatisches und sesquiterpenreiches Harz (Oleoresin) bildet. Das gesunde Holz hat abhängig von der Pflanzenart eine Dichte von 0,2–0,4 g/cm³. Erst durch die intensive Durchtränkung des Holzes mit dem aromatischen Oleoresin steigt die Dichte auf 1,2–1,7 g/cm³ mit der Folge, dass es nicht mehr auf Wasser schwimmt, sondern darin untergeht. Darum bedeutet die japanische (Jinko, 沈香) und chinesische (Chén-xīang, 沉香) Übersetzung für Adlerholz auch sinkender Duft, welches bis heute ein Qualitätskriterium in der Klassifizierung von Adlerholz ist.
Nur etwa 7–10 % der Bäume in der Natur weisen diesen Pilzbefall auf. Darum wird in Plantagen durch verschiedene Methoden versucht diese Rate zu erhöhen. Dabei werden die Bäume auf verschiedene Art künstlich verwundet, dies wird schon seit langem angewendet.
Aus diesem seltenen und teuren, harzdurchtränkten Holz wird durch Destillation der schon seit 3500 Jahren bekannte und in der Parfumbranche „Schwarzes Gold“ genannte Duftstoff Oud gewonnen, dessen höchster Preis in der Regel über dem Goldpreis liegt.

## Taxonomie
Die Erstbeschreibung erfolgte 1783 durch Jean-Baptiste de Lamarck in Encyclopédie Méthodique: Botanique 1(1): 49, t. 356. Es sind viele Synonyme bekannt; Agallochum malaccense (Lam.) Kuntze, Aquilaria agallocha (Lour.) Roxb. ex Finl., Aquilaria secundaria Rumph. ex DC., Aquilariella malaccensis (Lam.) Tiegh., Agallochum praestantissimum Lam., Agallochum officinarum Lam., Cynometra agallocha Spreng., Aquilaria ovata Cav., Aloexylum agallochum Lour., Agallochum sylvestre Lam. und Aquilaria moluccensis Oken, sowie Aquilaria agallocha Roxb. nom illeg.

## Vorkommen
Der Adlerholzbaum kommt in Nordost-Indien, Bhutan, Bangladesch,  Indonesien, Kambodscha, Laos, Malaysia, Myanmar (ehemals Burma), Philippinen, Thailand, Vietnam vor.
Adlerholz wächst in Mischwäldern in Höhenlagen bis in eine Höhe von etwa 1000 Meter. Alle Adlerholzarten der Gattungen Aquilaria und Gyrinops fallen unter das Washingtoner Artenschutzabkommen. Der Handel mit Pflanzenteilen und Holz dieser Arten unterliegt den in diesem Abkommen geregelten CITES-Normen (Convention on International Trade in Endangered Species of Wild Fauna and Flora) zur Ein- und Ausfuhr von Tieren und Pflanzen gefährdeter Arten.

## Geschichte
Der Duftstoff Oud (arabisch für „Holz“) wurde bereits seit dem Altertum in Indien, Ägypten, Israel und in der arabischen Welt geschätzt und zum ersten Mal um 1500 v. Chr. in altindischen Sanskrittexten erwähnt.
Das ätherische Öl hat möglicherweise eine pheromonartige Wirkung. Das Holz, „Agallochon“, unter anderem auch „Agalaym“,  oder „Xyloaloe(a)“ (Aloeholz, lateinisch Lignum aloes und Aloes lignum bzw. Aloe lignum) genannt, wird von Pedanios Dioskurides (1. Jh.) gegen Schlaffheit, Schwäche und Hitze des Magens empfohlen, sowie bei Seiten- und Leberschmerzen, Dysenterie oder Leibschneiden (Dioskurides I; 21). Es ist identisch mit dem „Ahloth“ der Hebräer, das im Hohelied Hld 4,14  (vermutl. 300 v. Chr.) und im Psalm Ex 45,9  genannt wird. Bei Plinius (1. Jh.) heißt es „Tarum“ und war eines der wertvollsten Räuchermittel. In China ist es spätestens seit dem 4. Jahrhundert bekannt.
Aloeholz diente früher auch zur Verfälschung des teuren Ambra.

## Nutzung
Das Holz stammt von Bäumen der Gattungen Aquilaria und Gyrinops, deren Kern z. B. vom Pilz Phaeoacremonium parasiticum früher Phialophora parasitica infiziert worden ist. Nicht das Holz selbst wird verwendet, sondern eigentlich dessen (früher auch als Asa dulcis bezeichnete) Harz, das als Reaktion des Baumes auf Verletzungen der Kambiumschicht oder einen Pilzbefall (Phomopsis aquilariae und Phomopsis spp. und andere Schlauchpilze, Schimmelpilze) entsteht. Kultivierungsbemühungen zeigen, dass meist erst Bäume ab einem Alter von 60 Jahren mit der Harzbildung reagieren und es etwa 20 Jahre dauert, bis lohnende Mengen an Harz gebildet wurden.
Mit Preisen von bis zu 250.000 Euro für das Kilogramm Adlerholz höchster Qualität gehört es zu den teuersten Hölzern der Welt, wobei die normale Preisspanne etwa bei unter 400 bis 16.000 $ liegt. Das aus solchem Holz gewonnene ätherische Öl gehört mit zu den teuersten der Welt.
Bei der Destillation von trockenem Adlerholz werden etwa 0,12–7 Gew.-% Öl erhalten, also 1,2–70 ml pro kg. Es kommt hier stark auf die Extraktionsmethode an und eine etwaige Vortränkung des Holzes mit Chemikalien oder nur mit Wasser, auch eine Vorbehandlung mit Enzymen oder Bakterien wird angewendet. Auch die Qualität des Holzes ist sehr entscheidend.
Das bedeutet, dass ein 1 Liter Oud der gehobenen bis besten Qualität schlussendlich, mit allen Nebenkosten bis 50.000–600.000 $ oder auch noch deutlich mehr kosten kann.
Adlerholz gibt es in einer sehr großen Geruchspalette zwischen balsamisch-süß, würzig-bitter und holzig-animalisch. Das ätherische Öl, welches aus Adlerholz gewonnen wird, ist ein komplexes Gemisch verschiedener Sesquiterpene und deren Derivate (meist Epoxide). Hochwertiges Adlerholzöl hat sowohl eine holzig-animalische, würzig-bittere als auch eine balsamisch-süße Geruchskomponente und kommt als Güteklasse A in den Handel. Fehlen eine oder mehrere Geruchskomponenten oder sind ausgeprägte Fremdnoten zugegen, erfolgt eine Abstufung in Güteklasse B, C oder D. Es gibt verschiedene Qualitäten, alle in gehobenen Preisklassen.
In Arabien wird das Räucherholz, das dort Ud oder Oud genannt wird, auf Märkten und Basaren angeboten. Es wird in kleinen Schnitzeln verräuchert und nicht selten stellen sich Frauen über das Räuchergefäß und parfümieren auf diese Weise ihren ganzen Körper und ihre Kleider mit diesem Duft.
Die japanische Bezeichnung für Adlerholz ist Jinko (沈香), was „sinkendes Holz“, aber auch „duftendes Holz“ oder „der überquellende Duft“ bedeutet. Die Japaner unterscheiden dabei sechs Arten von Jinko, wobei die teureren Sorten zu Preisen gehandelt werden, die weit über dem Goldpreis liegen. Die wertvollste ist das Kyara, welches seinerseits in den Qualitäten Gelb, Schwarz, Grün und Eisen unterteilt wird. Weitere Arten von Jinko sind: Manaban, Sasora, Sumontara (Bezug nehmend auf die Insel Sumatra), Managa (Bezug nehmend auf Malakka). In der japanischen Kō-Dō-Zeremonie dient das Holz als wichtigstes Räucherwerk. Dazu wird Adlerholz in Form von kleinen Splittern auf einem Mica-Plättchen verräuchert.
Eines der wertvollsten und historischen Stücke Jinko ist der sogenannte Ranjatai, welcher im Jahr 756 dem Tempel Tōdai-ji in Nara überreicht wurde. Heute gehört es der Kaiserlichen Familie Japans.
Als Droge heißt es „Lignum Aquilaria Agallocha“ oder „Lignum aquilariae resinatum“. Das chinesische Arzneimittel heißt „Jin Kou Chen Xiang“.
Die Rinde des Adlerholzbaumes wurde an verschiedenen Orten als Beschreibstoff verwendet. Bei den Toba-Batak auf Sumatra nutzten die Zauberpriester (Datu) die Rinde des Adlerholzbaumes zur Herstellung ihrer Orakelbücher (vgl. Pustaha). Auch im nordostindischen Assam diente die Rinde des Adlerholzbaumes (hier als Sanchipat bezeichnet) als Beschreibstoff. Die ältesten erhaltenen dieser Manuskripte stammen aus dem 15. Jahrhundert, jedoch werden sie in literarischen Quellen bereits im 7. Jahrhundert erwähnt.
Um das Jahr 2010 entstand ein Trend Oud als Duftnote in westlichen Parfüms zu verwenden. Hierbei werden üblicherweise synthetische Duftstoffe verwendet, deren Geruch mehr oder minder Ähnlichkeiten zu dem von Oud besitzt.

## Kultur
In der populären Serie Die Drei Fragezeichen wurde in Folge 207 „Die falschen Detektive“ der Schmuggel von Adlerholz thematisiert.

## Film
- Adlerholz. Vom teuersten Duft der Welt. Dokumentarfilm, Deutschland, 2009, 43:20 Min., Buch und Regie: Monika Kovacsics und Stefan Degert, Produktion: Filmtrüffel, arte, ZDF, Erstsendung: 1. Dezember 2011 bei arte, Inhaltsangabe mit Filmszenen von Filmtrüffel. 
 „Ein deutsch-indonesisches Wissenschaftlerteam untersucht, wie man die Baumart retten kann.“